# 大湾镇 (镇雄县)
大湾镇，是中华人民共和国云南省昭通市镇雄县下辖的一个乡镇级行政单位。

## 行政区划
大湾镇下辖以下地区：
大湾村、石田村、玉田村、龙塘村、罗甸村、妥泥村、雨萨村和仕里村。